# 尼斯大学
尼斯大学（法語：Université Nice-Sophia-Antipolis），是法国尼斯的一所公立综合性大学，成立于1965年10月23日。学校于2019年12月31日解散并入蔚蓝海岸大学。

## 历史
尼斯高等教育的历史最早可以追溯到十七世纪萨伏依公爵设立的法学院和医学院。到了二十世纪，尼斯开设了地中海大学教育中心，后来又设立了文学院和科学院。到了1962年，艾克斯-马赛大学在尼斯设立了一所法律经济学院。尼斯大学最终于1965正式成立，包括文学院、科学院和法律经济学院。

## 知名校友
- 让-马里·古斯塔夫·勒克莱齐奥 （诺贝尔文学奖得主）

## 外部連結
- 官方网站 （法文）